# Санджаби, Карим
Карим Санджаби (перс. کریم سنجابی‎; 11 сентября 1905, Керманшах, Персия — 4 июля 1995, Карбондейл, Иллинойс, США) — иранский политический деятель, один из лидеров Национального фронта, министр иностранных дел Ирана в 1979 году.
Был одним из участником создания Иранского комитета защиты свободы и прав человека.

## Ранний период жизни
Карим Санджаби родился 11 сентября 1905 года в Керманшахе в семье вождя курдского племени санджаби. Он изучал право и политику в Университете Сорбонны. Работал профессором права в Тегеранском университете.

## Политическая деятельность
В 1950-х годах К. Санджаби и Аллаяр Салех возглавляли партию «Иран» — националистическую, прогрессивную, левую и антисоветскую группу. Партия вошла в состав Национального фронта. Санджаби был верным сторонником Мохаммеда Мосаддыка, а позже он занимал пост министра образования в 1951 году.
Санджаби поддерживал Мосаддыка в деле по национализации нефтяной промышленности Ирана, которая находилась в руках британцев. Также, Санджаби разделял позицию Мосаддыка по ограничению власти и влияния шаха и его двора.
После военного переворота 1953 года, организованного переворота ЦРУ и МИ-6, правительство Мосаддыка было свергнуто, шах восстановил свою власть, а Санджаби вместе с другими сторонниками Мосаддыка перешел в оппозицию шахскому режиму. В 1960 году он принимал активное участие в формировании Второго Национального фронта. Восстановленный Национальный фронт должен был оставаться активным в течение пяти лет, но при все более ухудшающихся обстоятельствах. Несмотря на его умеренные требования относительно избирательной реформы и ограничении полномочии шаха, который должен был «царствовать, а не править», шах отказался мириться с такой деятельностью Фронта. Шахская госбезопасность (САВАК) заставила замолчать как Санджаби, так и других светских демократов. Из-за этого и множества других факторов к 1965 году Второй НФ распался. Фронт бездействовал до конца 1970-х годов. Он был возрожден в конце 1977 года, лидером которого был Санджаби.
Как генеральный секретарь Национального фронта во время революционного восстания 1978—1979 годов Санджаби и его коллеги изначально хотели договориться с шахом о мирном урегулировании кризиса. Однако, 3 ноября 1978 г. Санджаби, как представитель Национального фронта встретился с аятоллой Рухоллой Хомейни во Франции. Он поехал на данную встречу в надежде убедить Хомейни поддержать создание коалиционного правительства во главе с Национальным фронтом. Несмотря на растущий революционный пыл, Санджаби и многие другие либералы остались верны идее конституционной монархии с шахом в качестве официальной фигуры, и они хотели склонить Хомейни к их точке зрения. Однако Хомейни отказался идти на какие-либо уступки в данном вопросе и повторил свое основное требование — свержение монархии. В конце концов, Санджаби капитулировал перед требованиями Хомейни. Кроме того, он принял лидерство Хомейни и выступил против союза с партией «Туде». Санджаби вышел из встречи «с коротким заявлением, в котором говорилось об исламе и демократии как об основных принципах», а Санджаби заявил о своей поддержке Хомейни и присоединился к его силам.
После свержения монархии 11 февраля 1979 года Хомейни «открыто отказался использовать то же слово, демократия, ни в названии республики, ни в её конституции».
В феврале 1911 года Санджаби был назначен министром иностранных дел Ирана во временном правительстве Мехди Базаргана. Его назначение на данный пост для западных держав являлось сигналом того, что, несмотря на все «антиимпериалистические» и антизападные высказывания, аятолла Хомейни не пойдёт на конфронтацию с западными странами
.
Санджаби считал и заявлял, что без решения палестинского вопроса в регионе не может быть мира. Санджаби также осудил Шахпура Бахтияра за то, что тот принял предложение шаха занять должность премьер-министра.

## Нападения и аресты
8 апреля 1978 г. в дом Санджаби в Тегеране была брошена бомба. Ответственность за взрыв на себя взял «Подпольный комитет мести», финансируемая государством организация, созданная САВАКом. Санджаби был арестован 11 ноября 1978 г. и освобожден 6 декабря.

## Личная жизнь
Санджаби был женат на Фахролмолук Ардалан Санджаби (7 сентября 1921 — 21 февраля 2011) и имел четырёх детей, трех сыновей (Хосров, Парвиз, Саид) и дочь Марьям.

## Последние годы и смерть
В 1982 году Санджаби покинул Иран и уехал в Париж. Позже он поселился в США. Санджаби умер 4 июля 1995 года в своем доме в Карбондейле, штат Иллинойс.